# 我们本性中的善良天使
《人性中的善良天使：暴力为何减少》是史蒂芬·平克2011 年出版的一本书，作者在书中指出，世界上的暴力无论从长期还是短期来看都已减少，并对其原因进行了解释。 本书使用的数据记录了不同时间和地理区域暴力事件的减少。这描绘了从战争到儿童待遇改善等各种形式的暴力行为大幅减少的景象。他强调，民族国家对武力的垄断、商业的垄断（使其他人活着比死去更有价值）、识字率和交流的提高（促进同理心）以及理性解决问题倾向的增强，可能是暴力事件减少的原因。他指出，矛盾的是，我们对暴力的印象并没有随之下降，这或许是因为交流增多， 而且进一步的下降并非不可避免，而是取决于能否利用我们更好的动机，如有同情心和理性的增强。

## 论文
书名取自美国总统亚伯拉罕·林肯第一次就职演说的结尾。平克用这句话来比喻人类的四种动机 – 同情心、自我控制、“道德感”和理性 – 他写道，这可以“使我们远离暴力，走向合作和利他主义。”  :xxv
平克提供了大量数据（及其统计分析），他认为，这些数据表明，几千年来暴力一直在减少，现在可能是人类历史上最和平的时期。他认为，暴力事件的减少幅度巨大，无论在长期还是短期内都显而易见，并且体现在许多领域，包括军事冲突、凶杀、种族灭绝、酷刑、刑事司法以及对儿童、同性恋者、动物以及种族和少数民族的待遇。他强调说：“诚然，这种下降趋势并不平稳；暴力事件并没有降至零；而且也不能保证这种下降趋势会持续下去。” 
平克认为，他所记录的暴力行为的急剧下降并不是人类生物学或认知能力发生重大变化的结果。他明确反对这样的观点：人类必然具有暴力，因此必须经历彻底的改变才能变得更加和平。然而，平克也拒绝了他认为的过于简单的先天与后天论点，这种论点意味着根本性的改变一定纯粹来自外部的“（后天）”来源。相反，他认为：“要解释暴力的减少，就必须找出我们文化和物质环境的变化，这些变化使我们的和平动机占了上风。” 
平克指出了五种“历史力量”，它们有利于“我们的和平动机”，并“推动了暴力事件的大幅减少”。 它们是：
- 利维坦 – 现代民族国家和司法体系的兴起，“垄断了合法使用武力的权利”，可以化解剥削性攻击的诱惑，抑制报复冲动，避免自利偏见。
- 商业 – 技术进步使得商品和服务的交换能够在更长的距离和更大的贸易伙伴群体中进行，因此其他人活着比死去更有价值，也更不容易成为妖魔化和非人化的目标。
- 女性化 – 增加对妇女的利益和价值观的尊重。
- 世界主义 – 识字率、流动性和大众媒体等力量的崛起，可以促使人们采取与自己不同的人的观点，并扩大他们的同情圈来接纳他们。
- 理性的自动扶梯 – 知识与理性在人类事务中的不断应用，可以迫使人们认识到暴力循环的徒劳，减少将自身利益置于他人利益之上，并将暴力重新定义为需要解决的问题，而不是需要取胜的比赛。” [7] :xxvi平克将“理性的自动扶梯”这一比喻归功于彼得·辛格。 [7] :dcxlix

## 大纲
本书的第一部分，即第 2 章至第 7 章，旨在展示和分析不同规模暴力下降的历史趋势。第八章讨论了五种“内心恶魔”——可能导致暴力的心理系统。第九章探讨了四种“善良天使”或可以使人们远离暴力的动机。最后一章探讨了上面列出的导致暴力事件减少的五种历史力量。

### 暴力减少的六大趋势（第二章至第七章）
1. 平定过程：平克将其描述为从狩猎、采集和园艺社会的无政府状态向具有城市和政府的第一个农业文明的过渡，这一过渡始于大约五千年前，带来了自然状态下生活特有的长期劫掠和争斗的减少，暴力死亡率下降了大约五倍。 [8] :xxiv
2. 文明化进程：平克认为，“从中世纪晚期到20世纪，欧洲国家的凶杀率下降了10到50倍。” 他将“文明化进程”的概念归功于社会学家诺伯特·埃利亚斯，后者将这种令人惊讶的下降归因于各个封建领地逐渐整合成拥有中央集权和商业基础设施的大王国。 [8]
3. 人道主义革命 – 平克将这一术语和概念归功于历史学家林恩·亨特。他说，这场革命“在几个世纪的（较短的）时间尺度上展开，并在17、18世纪理性时代和欧洲启蒙运动时期开始。”尽管他也指出了历史先例和“世界其他地方的类似情况”，但他写道：“这场革命见证了第一批有组织的运动，旨在废除奴隶制、决斗、司法酷刑、迷信杀戮、虐待狂的惩罚和虐待动物的行为，同时也见证了系统性和平主义的萌芽。” [8]
4. 长期和平：他将这一术语归功于历史学家约翰·刘易斯·加迪斯的《长期和平：冷战历史探究》 。平克指出，第四次“重大转变”发生在第二次世界大战结束后。他说，在此期间，大国以及发达国家总体上已经停止了相互之间的战争。 [8]
5. 新和平：平克称这种趋势“更加脆弱”，但自 1989 年冷战结束以来，世界各地各种有组织的冲突——内战、种族灭绝、专制政府的镇压以及恐怖袭击——都有所减少。 [8]
6. 权利革命：平克认为，战后时期“人们对小规模的侵略行为日益反感，包括针对少数民族、妇女、儿童、同性恋者和动物的暴力行为”。这些源于人权概念的衍生品 – 公民权利、妇女权利、儿童权利、同性恋权利和动物权利 – 从 20 世纪 50 年代末到现在，这一思想在一系列运动中得到了充分体现。 :xxiv–xxv [8]:xxiv–xxv

### 五个内心的恶魔（第8章）
平克驳斥了他所谓的“暴力水力学理论” – “人类内心潜藏着一种侵略性驱动力（死亡本能或嗜血欲望），这种驱动力在我们体内积聚，必须定期释放。这与当代科学对暴力心理学的理解截然不同。” 相反，他认为，研究表明，“侵略性并非单一动机，更不是一种日益增长的冲动。它是多种心理系统的产物，这些系统在环境触发因素、内在逻辑、神经基础和社会分布方面各不相同。” 他研究了五个这样的系统：
1. 掠夺性暴力或实际暴力：将暴力作为达到目的的实际手段。 [9] :613
2. 支配欲：对权威、声望、荣耀和权力的渴望。平克认为，支配欲动机可以出现在个人内部，也可以出现在种族、民族、宗教或国家群体的联盟中。 [9] :631
3. 复仇：对报应、惩罚和正义的道德冲动。 [9] :639
4. 虐待狂：故意造成痛苦，目的仅仅是享受一个人的痛苦。 [9] :660
5. 意识形态：一种共同的信仰体系，通常涉及乌托邦愿景，认为为了追求无限的善而使用无限的暴力是正当的。 [9]

### 四个善良的天使（第九章）
平克探讨了四种可以使人类远离暴力、走向合作和利他主义的动机。他指出：
1. 同理心：它促使我们感受到他人的痛苦，并将他们的利益与我们自己的利益结合起来。
2. 自我控制：使我们能够预见冲动行为的后果，并相应地抑制它们。
3. 道德感：它规范了一套规范和禁忌，用于规范某一文化中人们之间的互动。这些有时会减少暴力，但当规范是部落的、独裁的或清教徒式的时，也可能会增加暴力。
4. 原因：它使我们能够摆脱狭隘的观念。

在本章中，平克还考察了人类在生物学意义上进化得不那么暴力的观点，并部分否定了这一观点。

## 影响
由于该书的跨学科性质，平克使用了来自不同领域的一系列资料。平克特别关注哲学家托马斯·霍布斯，他认为他被低估了。平克之所以使用“非正统”思想家，直接源于他的观察：有关暴力的数据与我们当前的预期相矛盾。平克在早期著作中描述了人们对霍布斯的普遍误解：
霍布斯通常被解读为，人类在自然状态下被赋予了一种非理性的仇恨和毁灭冲动。事实上，他的分析更为微妙，或许也更具悲剧性，因为他揭示了暴力的动态是如何在理性和自利主体之间的互动中消解的。
平克还参考了一些偶尔被忽视的当代学者的观点，例如政治学家约翰·穆勒和社会学家诺伯特·埃利亚斯等人的著作。埃利亚斯对平克的影响程度可以从第三章的标题看出，这个标题取自埃利亚斯的开创性著作《文明进程》的标题。 平克还借鉴了国际关系学者约书亚·戈德斯坦的研究成果。他们在《纽约时报》上共同撰写了一篇题为《战争真的过时了》的专栏文章，总结了他们的许多共同观点。 他们还一同出现在哈佛大学政治研究所，回答学者和学生就他们相似论点提出的问题。 

## 接待

### 称赞
在英国媒体评论汇总网站The Omnivore上，该书获得了 4 分（满分 5 分）的“综合评分”。 在《书签》杂志中，该书获得了 3.5 星（满分 5 星），评论摘要写道：“平克以幽默的方式呈现数据，使其更适合普通读者，他清晰流畅的文笔使困难的概念变得易于理解”。 
比尔·盖茨认为这本书是他读过的最重要的书之一， 在英国广播公司的广播节目《荒岛唱片》中，他选择这本书作为他去荒岛时要带的书。 他曾写道：“史蒂芬·平克向我们展示了如何让这些积极的轨迹更有可能实现。这不仅是对历史学术的贡献，也是对世界的贡献。”  2017 年 5 月，盖茨在毕业生礼物中推荐了这本书，之后该书重新登上了畅销书排行榜。 
哲学家彼得·辛格在《纽约时报》上对这本书给予了积极的评价。辛格总结道：“这是一本极其重要的著作。能够掌握如此多的研究成果，涵盖如此多不同的领域，实属非凡。平克令人信服地证明了暴力事件已急剧下降，并且他对这种下降的原因进行了令人信服的阐释。” 
政治学家罗伯特·杰维斯在《国家利益》杂志发表的一篇长篇评论中指出，平克“提出了一个难以反驳的论点。这些趋势并不微妙 – 许多变化涉及一个数量级甚至更大的变化。即使他的解释并不完全令人信服，但它们是严肃且有理有据的。 
迈克尔·舍默在《美国学者》杂志的一篇评论中写道：“平克证明了长期数据胜过轶事。我们生活在一个异常暴力的时代，这种想法是由媒体对暴力的无休止报道，加上我们大脑进化而来的倾向于注意和记住近期和情感上突出的事件而造成的错觉。平克的论点是，各种暴力 – 从谋杀、强奸和种族灭绝，到打孩子，再到虐待黑人、妇女、同性恋和动物 – 几个世纪以来，由于文明进程的推进，人类社会一直在衰落……拿起平克这本 832 页的巨著，可能让人望而生畏，但从头到尾，它都是一本引人入胜的书。” 
剑桥大学政治学家大卫·朗西曼在《卫报》上撰文写道：“我倾向于相信……这个世界一如既往地危险。但平克的著作表明，对大多数人而言，在很多方面，它已经变得不那么危险了。” 朗西曼总结道：“每个人都应该读一读这本令人震惊的书。” 
在该书入围皇家学会温顿科学图书奖后，蒂姆·拉德福德在《卫报》上发表了一篇书评，他写道：“凭借其自信和广度、广阔的时间尺度、人道的立场和自信的世界观，它不仅仅是一本科学书籍：这是一部由一位乐观主义者撰写的史诗般的历史，他能列举自己乐观的理由，并用有说服力的例子来支持它们……我不知道他是否正确，但我确实认为这本书是赢家。” 
亚当·李 (Adam Lee) 在大思考的一篇博客评论中写道：“即使是那些倾向于拒绝平克结论的人，迟早也不得不接受他的论点。” 
心理学家沃恩·贝尔在《威尔逊季刊》的一篇长篇评论中称其为“对暴力、侵略和战争如何以及为何显著减少，以至于我们生活在人类最和平的时代的出色探索……强大、改变思想且重要。” 
南加州大学生物科学教授、南加州大学珍·古道尔研究中心联合主任、人类学家克里斯托弗·博姆在《洛杉矶书评》的一篇长篇评论中称该书“非常出色，意义重大”。 
政治学家詹姆斯·Q·威尔逊在《华尔街日报》上称，这本书“巧妙地解释了平克先生所认为的人类历史上最大的变化之一：我们彼此杀戮的频率比以前降低了。但为了让这个项目发挥最大的作用，他还需要再写一本书：一本更简洁的著作，将目前800页的篇幅中提出的论点串联起来，并避开平克先生尚未仔细研究的几个主题。” 具体来说，威尔逊反对的断言是平克写道（威尔逊总结道）： “乔治·W·布什‘臭名昭著地’支持酷刑；约翰·克里认为恐怖主义是‘麻烦’是正确的；‘巴勒斯坦激进组织’已经否认暴力，现在正致力于建立一个‘称职的政府’。伊朗永远不会使用核武器……[并且]布什先生……‘缺乏智慧'" 。 
布伦达·马多克斯（Brenda Maddox）在《每日电讯报》上称该书“极具说服力”且“论证充分”。 
克莱夫·库克森 (Clive Cookson) 在《金融时报》上评论该片，称其为“科学、历史和故事叙述的完美结合，展示了我们当今绝大多数人是多么幸运，只通过大众媒体就经历了严重的暴力。” 
科学记者约翰·霍根 (John Horgan)在《Slate》杂志上发表了一篇总体正面的评论，称其为“一项巨大的成就”，“应该会让悲观主义者更难坚持他们对未来的悲观看法”。 
在《赫芬顿邮报》上，西蒙弗雷泽大学犯罪学学院教授兼副院长尼尔·博伊德强烈捍卫这本书，反驳批评者的观点，他说：
{{blockquote|1=虽然有一些褒贬不一的评论（比如《华尔街日报》的詹姆斯·Q·威尔逊的评论），但几乎所有其他人要么对这本书赞不绝口，要么表达了近乎人身攻击的蔑视和厌恶……分歧的核心在于对研究和学术的不同理解，或许是认识论本身。我们该如何研究暴力，并评估它是在增加还是在减少？我们该使用哪些分析工具？平克明智地选择考察关于暴力死亡率随时间变化的最佳证据，这些证据涵盖了前国家社会、中世纪欧洲、现代社会，并且始终将其置于全球背景下；他撰写了关于国家间冲突、两次世界大战、国内冲突、内战和凶杀案的文章。他以此将每十万公民的凶杀死亡率作为衡量暴力程度的关键指标……平克的著作非同凡响，它颂扬科学作为一种机制，能够理解那些常常被不言而喻的道德观和高度可疑的经验假设所掩盖的问题。无论人们对他的具体论述有何异议，作者都值得我们尊敬、感激和掌声。和《独立报的正面评价。

### 批评
统计学家和哲学散文家纳西姆·尼古拉斯·塔勒布是第一位在与平克通信后对平克的战争数据分析提出质疑的学者。平克对科学与新闻报道的区别，或者严谨的经验主义与轶事陈述的区别缺乏清晰的认识。科学并非针对样本提出主张，而是利用样本提出普遍性主张，并讨论样本之外的适用属性。 平克在回复中否认他的论点与关于金融市场的“大缓和”论证有任何相似之处，并表示“塔勒布的文章暗示《更好的天使》包含了700页花哨的统计推断，这些推断得出的结论是暴力灾难已经不可能发生……[但]书中的统计数据是保守的，几乎完全是描述性的”，并且“这本书明确、坚定且反复地否认未来不可能发生重大暴力冲击”。 塔勒布与统计学家、概率学家帕斯夸莱·西里洛 (Pasquale Cirillo) 在《物理 A：统计力学及其应用》杂志上发表了一篇文章，提出了一种推断幂律关系的新方法。在重新分析数据后，他们发现战争的杀伤力并未下降。  
在西里洛和塔勒布的文章发表后，越来越多的文献开始关注《善良的天使》中关于战争减少的说法。在 2018 年发表于《科学进展》杂志的一篇文章中，计算机科学家亚伦·克劳塞特 (Aaron Clauset)研究了从 1815 年至今战争爆发和死亡人数的数据，发现平克所描述的明显趋势，包括“长期和平”，很可能是偶然变异的结果。 克劳塞特的结论是，最近的趋势还需持续 100 至 140 年，才会出现具有统计意义的趋势。由数学家席琳·库南 (Céline Cunen) 领导的奥斯陆大学和奥斯陆和平研究所的学者团队，探索了克劳塞结论背后的统计假设。 当假设战争杀伤力数据符合幂律分布（冲突文献中通常如此）时，他们复现了 Clauset 的结果   但他们发现，更灵活的分布，即逆 Burr 分布，更能拟合数据。基于这一变化，他们主张在1950年左右之后降低战争的杀伤力。
政治学家贝尔·布劳默勒（Bear Braumoeller）首次以全书形式回应平克关于数据趋势的说法，书中探讨了国家间战争和国家间使用武力的发起趋势、战争的致命性，以及其他通常被认为会导致冲突的现象的影响。 后者的测试代表了 Pinker 主张的新的统计含义 – 过去战争的起因随着时间的推移已经失去了其效力。布劳莫勒没有发现任何证据表明上述任何现象呈现持续上升或下降的趋势，但国家间使用武力的情况除外，冷战结束前，国家间使用武力稳步增加，此后则有所下降。布劳莫勒认为，这些冲突模式与欧洲协调和自由国际秩序等国际秩序的扩张更加一致，而不是与平克的“善良天使”的逐渐胜利相一致。
罗格斯大学纽瓦克分校人类学教授R·布莱恩·弗格森 (R. Brian Ferguson)对平克关于史前社会战争频率的考古证据提出了质疑，他认为这些证据“是由精心挑选的案例组成的，伤亡惨重，显然不能代表整个历史”。 对弗格森来说，
[通过]考虑欧洲和近东史前人口直至青铜时代的“全部”考古记录，证据清楚地表明，战争是在没有战争的情况下零星发生的，并且可以在不同地区看到不同的轨迹，随着时间的推移，随着社会变得更大、更定居、更复杂、更有界限、更等级化，并在一个至关重要的地区受到不断扩张的国家的影响，战争开始发展。
弗格森的考察与平克关于文明社会中暴力减少的说法相矛盾，表明事实恰恰相反。
尽管经济学家泰勒·考恩推荐这本书值得一读，但他对平克关于现代民族国家将暴力使用集中于手中的分析表示怀疑。 
心理学家罗伯特·爱泼斯坦在《科学美国人》杂志上对这本书的评论中批评了平克使用相对暴力死亡率（即人均暴力死亡率）作为评估人类“善良天使”出现的适当指标。相反，爱泼斯坦认为，正确的衡量标准是特定时间内的绝对死亡人数。因此，数量为40人的史前部落比现代人类更加和平，因为他们从未遭受过数百万人在战争中丧生。爱泼斯坦还指责平克过度依赖历史数据，并认为他陷入了确认偏差，导致他只关注支持其论点的证据，而忽略了不支持其论点的研究。 
一些负面评论对平克的人文主义和无神论提出了批评。约翰·N·格雷在《展望》杂志上发表的一篇评论该书时写道：“平克试图将和平的希望建立在科学的基础上，这具有深远的启发意义，因为它证明了我们对信仰的持久需求。” 
《纽约时报》专栏作家罗斯·杜塞特虽然“大体上相信我们当前相对和平的时代反映了一种远离暴力的长期趋势，并对平克为支持这一观点所列举的证据印象深刻”，但他还是提出了一系列批评，并得出结论：平克认为几乎所有的进步都始于“启蒙运动，而在此之前的一切都是漫长的中世纪黑暗”。  
神学家大卫·本特利·哈特写道：“在平克的书中，我们能感受到一种未被审慎怀疑所玷污的、狂喜的纯真信仰。” 此外，他还说道：“这本书再次肯定了人类精神中那种疯狂而英勇的能力，即相信美丽的谎言，这种谎言不仅超越了事实，而且坚决地藐视事实。” 哈特继续说道：
{{blockquote|1=归根结底，平克所谓的现代社会“暴力的衰落”，从实际死亡人数来看，实际上就是暴力的持续大幅增长，而人口爆炸式增长更是超过了暴力的增长。好吧，不必太过纠结：那又怎样？他究竟能想象出什么来告诉我们关于“进步”或“启蒙”的东西，或者关于过去、现在或未来的东西呢？当然，我们应该赞美现代世界的优点，但不要让我们陷入神话。在2012年春季刊的读者来信栏目中，平克与勒纳进行了一次尖锐的交锋。平克指责勒纳抱有“神学保守主义的议程”，并指责他误解了许多观点，尤其是平克反复强调的“历史上暴力的下降‘并不能保证持续下去’”。勒纳在回复中表示，平克“从信的第一句话就明显误解了我的评论”，并质疑平克的客观性以及他拒绝“承认他所提出问题的严重性”。 
宾夕法尼亚大学名誉金融教授兼媒体分析师爱德华·S·赫尔曼与独立记者大卫·彼得森共同为《国际社会主义评论》 和公共知识分子项目撰写了详细的负面评论，认为该书“无论是作为学术著作还是作为道德指南，都是一本糟糕的书。但它却极其契合21世纪初美国和西方精英的需求。” 赫尔曼和彼得森对平克关于二战后“长期和平”的观点提出了质疑：“平克不仅认为‘民主国家之间避免争端’，而且‘倾向于全面置身于争端之外……’这肯定会让自1945年以来美国暗杀、制裁、颠覆、爆炸和入侵的众多受害者感到震惊。” 
伊丽莎白·科尔伯特 (Elizabeth Kolbert)在《纽约客》上撰写了一篇批评性的评论， 平克对此发表了回复。 科尔伯特表示：“平克的关注范围几乎完全局限于西欧。”平克回答说，他的书中有关于“世界各地的暴力”、“美国的暴力”以及奥斯曼帝国、俄罗斯、日本和中国的战争史的章节。科尔伯特指出：“平克几乎对欧洲血腥的殖民冒险保持沉默。” 平克回应道：“只需简单搜索一下，就能找到书中超过25处讨论殖民征服、战争、奴役和种族灭绝的地方。” 科尔伯特总结道：“说出一种倾向于减少威胁的力量、趋势或‘善良的天使’，别人就能说出一种反其道而行之的力量、趋势或‘内心恶魔’。” 平克称这一结论是“ 《纽约客》在报道科学时经常使用的后现代主义诡辩”。
本·劳斯 在C理论上指出：“如果我们对真相问题采取‘透视主义’的立场，难道就不可能得出与平克关于暴力的历史叙事截然相反的结论吗？随着时间的推移，我们是否真的变得更加暴力了？” 每一种解读都可以在一定程度上将“真相”视为某种固定且有效的东西。 – 然而，每种观点都可能被认为是误导。”平克在他的常见问题解答页面中指出，经济不平等就像其他形式的“隐喻性”暴力一样，“或许应该受到谴责，但将其与强奸和种族灭绝混为一谈，就是混淆了道德化和理解。克扣工人工资、破坏文化传统、污染生态系统以及其他道德家试图通过隐喻性地将暴力一词扩展到这些行为上来加以污名化的行为也是如此。并不是说这些不是坏事，而是你不可能就“坏事”这个话题写一本连贯的书……身体暴力这个话题足够写一本书了（正如《善良天使》的篇幅所表明的那样）。正如一本关于癌症的书不需要有一章来讨论比喻性的癌症一样，一本关于暴力的连贯的书也不能把种族灭绝和刻薄的言论混为一谈，好像它们是同一个现象。”劳斯引用了这句话，认为平克“对暴力的含义有一种简化的看法”。 
海军研究生院的约翰·阿奎拉在《外交政策》杂志上批评了这本书，称其使用的统计数据没有准确反映战争中平民死亡的威胁：
这些研究结论的问题在于它们依赖于“战争死亡”统计数据。过去一个世纪的历史反复出现，表明战争造成的非战斗人员死亡人数持续大幅上升。第一次世界大战中，超过一千万的死者中，可能只有10%是平民。第二次世界大战中，非战斗人员死亡人数跃升至超过五千万死亡人数的50%，而且自那以后，这一悲惨的死亡人数一直在持续上升。
慈善机构“国际生存”的主管斯蒂芬·科里从土著人民权利的角度批评了这本书。他声称平克的书“宣扬了一个虚构的、殖民主义的落后‘野蛮人’形象，这种形象将关于部落民族权利的辩论倒退了一个多世纪，并且至今仍被用来为摧毁部落民族辩护。” 
人类学家拉胡尔·奥卡 (Rahul Oka) 认为，暴力行为表面上的减少只是一个规模问题。可以预见，战争将会导致更大比例的较小人口死亡。随着人口的增长，所需的战士数量就会相应减少。奥卡的论点意味着 1800 年至 1945 年间应征入伍的数量有所下降。 
西尼莎·马莱塞维奇 (Sinisa Malesevic)认为，平克和阿扎尔·加特 (Azar Gat ) 等其他类似理论家表达了一种错误的观点，即人类在基因上倾向于暴力。他表示，平克混淆了有组织的暴力和人际暴力，无法解释现代战争、种族灭绝、革命和恐怖主义的泛滥。马莱塞维奇认为，自从第一个国家（10,000 至 12,000 年前）形成以来，有组织的暴力就一直在增加，并且随着组织能力的增强、意识形态渗透的增强以及社会组织渗透到微观团结网络的能力的提高，这一进程正在加速。 
2016 年《自然》杂志的一项研究发现，在人类起源时期，致命暴力造成的人类死亡占 2%，估计比哺乳动物起源时期哺乳动物死亡率高出 6 倍，并且在某些时期（例如铁器时代）这一比例更高，而在现代则下降到 2% 以下。阿拉巴马大学伯明翰分校的道格拉斯·P·弗莱表示：“史蒂芬·平克等人最近声称旧石器时代的暴力死亡率高得惊人，这种说法被大大夸大了。相反，研究结果表明，社会组织在影响人类暴力方面至关重要。” 平克表示， 《自然》杂志的研究证实了他在书中的观点，即人类天生倾向于使用致命暴力，而且致命暴力在酋长国比在史前狩猎采集部落中更为常见，而在现代社会中则不那么常见。 
2018年3月，學術期刊《歷史反思》出版了第44卷第1期，該期為專題專號，專門回應史蒂文·平克（Steven Pinker）的著作，以及該書在更廣泛文化領域中所引發的深遠影響（例如比爾·蓋茲的高度評價）。本期共收錄十二位歷史學者針對平克論點所撰寫的評論文章。該期導言由伊利諾伊大學歷史系教授馬克·S·米卡勒（Mark S. Micale）與紐卡索大學歷史系教授菲利普·德懷爾（Philip Dwyer）共同撰寫，其中指出：
本期所收錄的學者在具體觀點上未必完全一致，但整體而言，平克的論點——儘管在某種程度上確實促進了有關暴力的公共討論——卻存在嚴重，甚至可能是致命性的缺陷。這些反覆出現的問題包括：未能真正運用歷史學的方法論；對可疑資料不加質疑地使用；傾向誇大過去的暴力程度，以營造與現代所謂和平時代之間的對比；創造出大量稻草人論證，進而自行反駁；其整體世界觀極度以西方為中心，甚至可說呈現出典型的輝格史歷史觀（Whiggish view of history）。
大卫·格雷伯 (David Graeber)发现平克的主张建立在错误地指责所有对手都持有假困境思维的基础上，并且还认为，正是通过这些指责，平克自己也要为假困境假设负责。

## 奖项和荣誉
- 2011 年《纽约时报》 2011 年度值得关注的书籍
- 2012 年塞缪尔·约翰逊奖，入围[64]
- 2012 年英国皇家学会温顿科学图书奖，入围[65]
- 2012–2013 年爱丁堡大学吉福德讲座[66]
- 2015 年 1 月马克·扎克伯格读书俱乐部精选[67]

## 媒体
- YouTube上的《史蒂芬·平克教授——人性中的善良天使：暴力与人性的历史》.2013 年爱丁堡大学吉福德讲座。
- 平克与心理学家探讨人性中的善良天使保罗·布鲁姆于 2012 年 12 月 8 日在 博客头条 上发表演讲.[68]
- 平克与经济学家、BHA 首席执行官朱迪思·马昆德讨论暴力事件减少的原因 安德鲁·科普森 和BBC 广播员罗杰·博尔顿 在 艺术与思想研究所.[69]